# Тисулька
Тисулька — река в Кемеровской области России, левый приток Серты. Впадает в Серту слева в 61 км от устья. Длина реки составляет 30 км. 

## Притоки
- 4 км: Каштак (пр)
- 8 км: Кондрашка (пр)

## Данные водного реестра
По данным государственного водного реестра России относится к Верхнеобскому бассейновому округу, водохозяйственный участок реки — Чулым от города Ачинск до водомерного поста села Зырянское, речной подбассейн реки — Чулым. Речной бассейн реки — (Верхняя) Обь до впадения Иртыша.
Код водного объекта — 13010400212115200018613.